# Erling Oxdam
Erling Oxdam (født 28. februar 1932 på Frederiksberg, død 15. september 2014) var en dansk advokat (H) og politiker, der har været medlem af Folketinget og Frederiksberg Kommunalbestyrelse, valgt for Venstre.
Oxdam blev nysproglig student fra Frederiksberg Gymnasium i 1950 og cand.jur. fra Københavns Universitet i 1957. Fra 1961 drev han selvstændig advokatvirksomhed, og fra 1969 havde han møderet for Højesteret.
Det politiske engagement begyndte som formand for Venstres Ungdom i Storkøbenhavn 1960−1962, hvor Oxdam også var medlem af ungdomsorganisationens landsstyrelse. I 1965 blev han formand for Venstre i Vestre Storkreds og medlem af Venstres hovedbestyrelse. Begge poster besad han til 1989. Fra 1965−1985 var han desuden formand for Venstre på Frederiksberg, og fra 1961 tillige formand for Venstre i Gl. Kongevejkredsen. Han blev opstillet til Folketinget i kredsen i 1990 og blev medlem af Folketinget ved valget 21. september 1994. Samme år i november blev han medlem af Frederiksberg Kommunalbestyrelse. Han var medlem af Folketinget frem til 10. marts 1998.